# 中華治世
中華治世（拉丁語：Pax Sinica） 是来自西方的歷史學和地緣政治概念，意指於中國的力量投射下，東亞及周边區域所維持的和平與穩定時期。東亞歷史上曾出现數段中華治世時期：中國以軍事和經濟上的強勢影響力，在其勢力范圍內扮演地區政治、外交、或文化穩定發展的主角。

## 歷史上的中華治世
較常被提及的西周、漢朝、唐朝前中期，宋朝初期，明朝前期和清朝前期等朝代都存在盛世时期，尤其是以漢唐時期為最，這兩朝國力皆在歷史上達到最巔峰的時期，合稱漢唐盛世。在這些時期，中國在政治、經濟、軍事、文化和科技等方面的綜合實力遠遠淩駕於周邊的國家，以至於朝鮮、中亞諸國和東南亞諸國前後對其俯首稱臣，有些國家像越南甚至曾經是中華帝國的一部分。日本亦因此引進了許多中國的文化要素，共同形塑出東亞文化圈。中國的對外政治影響力催生出中華朝貢體系，並深刻影響了一些國家的文化體系發展，如日本、韓國和越南的文字、語言、服飾、飲食、傳統文化和宗教信仰。在一些時期，中國的影響力甚至被擴展至亞洲以外，如明朝永樂時期的鄭和下西洋。 

## 現代的意義
中華人民共和國經濟改革開放後的發展，取得中國原有在區域或世界的主導或核心角色，亦引發相關的和平崛起或中國威脅論的「领导」或霸權（hegemony）的政治及學術討論。

## 外部連結
- 中华太平盛世：清帝国治下的和平（1683-1799） （页面存档备份，存于）
- 南华早报：“中国治下”的和平会出现吗？
- 宏觀中國史－－盛世卷 （页面存档备份，存于）